# Pterogramma atronaricum
Pterogramma atronaricum är en tvåvingeart som beskrevs av Smith och Marshall 2004. Pterogramma atronaricum ingår i släktet Pterogramma och familjen hoppflugor.
Artens utbredningsområde är Venezuela. Inga underarter finns listade i Catalogue of Life.